# God Forgives, I Don't
Albums de Rick Ross
Teflon Don
(2010) Mastermind
(2014)
Singles
1. Touch'n You
Sortie : 14 mai 2012
2. So Sophisticated
Sortie : 5 juin 2012
3. Hold Me Back
Sortie : 2 juillet 2012
4. 3 Kings
Sortie : 19 juillet 2012

God Forgives, I Don't est le cinquième album studio de Rick Ross, sorti le 31 juillet 2012.
L'album s'est classé 1er au Billboard 200, au Top R&B/Hip-Hop Albums, Top Rap Albums et au Top Digital Albums et a été certifié disque d'or par la Recording Industry Association of America (RIAA) le 12 septembre 2012.

## Développement de l'album
L'album devait sortir le 13 décembre 2011, mais un problème de santé a empêché Rick Ross de promouvoir ce cinquième opus, le forçant à reporter sa date de sortie à 2012. Il opte donc pour la date du 31 juillet 2012 et conçoit une stratégie qui vise à marquer l'été 2012 au nom de Maybach. Il sort le 26 juin 2012 une compilation de son label regroupant tous les talents y figurant (Wale, Meek Mill, Stalley et Omarion, entre autres) intitulée Self Made Vol.2 et le 28 août 2012, il publie le premier album solo de Meek Mill intitulé Dreams and Nightmares.
Pour ce nouvel album, Rick Ross côtoie de grands producteurs, parmi lesquels Dr. Dre et Timbaland, qui ont tenu à travailler avec lui, et continue à faire confiance aux producteurs qui lui ont permis de devenir un rappeur reconnu, comme J.U.S.T.I.C.E. League. Rick Ross décrit cet album comme « une histoire très sombre, extrêmement lyricale, la musique étant à un autre niveau. Cette histoire ressemble à celle d'un film et la musique est là pour raconter cette histoire ».

## Liste des titres
| No  | Titre                                                                    | Contient un (des) sample(s) de                                | Durée |
| --- | ------------------------------------------------------------------------ | ------------------------------------------------------------- | ----- |
| 1.  | Pray for Us                                                              |                                                               | 0:59  |
| 2.  | Pirates (Produit par Kenoe et Got Koke)                                  | I Forgot to Be Your Lover des Mad Lads                        | 3:25  |
| 3.  | 3 Kings (featuring Dr. Dre et Jay-Z – Produit par Jake One)              | I'm So Grateful (Keep in Touch) des Crowns of Glory           | 4:26  |
| 4.  | Ashamed (Produit par Cool and Dre)                                       |                                                               | 4:19  |
| 5.  | Maybach Music IV (featuring Ne-Yo – Produit par J.U.S.T.I.C.E. League)   |                                                               | 5:14  |
| 6.  | Sixteen (featuring André 3000 – Produit par J.U.S.T.I.C.E. League)       |                                                               | 8:18  |
| 7.  | Amsterdam (Produit par Cardiak)                                          | Prelude a (60round) de Cortex                                 | 3:46  |
| 8.  | Hold Me Back (Produit par G5Kid)                                         |                                                               | 4:30  |
| 9.  | 911 (Produit par Young Shun)                                             |                                                               | 5:29  |
| 10. | So Sophisticated (featuring Meek Mill – Produit par The Beat Bully)      |                                                               | 4:10  |
| 11. | Presidential (featuring Elijah Blake – Produit par Pharrell Williams)    | Get Money de Junior M.A.F.I.A. featuring The Notorious B.I.G. | 4:14  |
| 12. | Ice Cold (featuring Omarion – Produit par Reefa)                         |                                                               | 3:51  |
| 13. | Touch'N You (featuring Usher – Produit par Rico Love et Pierre Medor)    |                                                               | 4:16  |
| 14. | Diced Pineapples (featuring Wale et Drake – Produit par Cardiak)         |                                                               | 4:39  |
| 15. | Ten Jesus Pieces (featuring Stalley – Produit par J.U.S.T.I.C.E. League) | Baby de Jeffrey Osborne                                       | 6:51  |

| 16. | Triple Beam Dreams (featuring Nas – Produit par J.U.S.T.I.C.E. League) | 4:41 |
| 17. | Rich Forever (featuring John Legend – Produit par DVLP et Filth)       | 4:53 |